# Jodhpur
Pronunciação

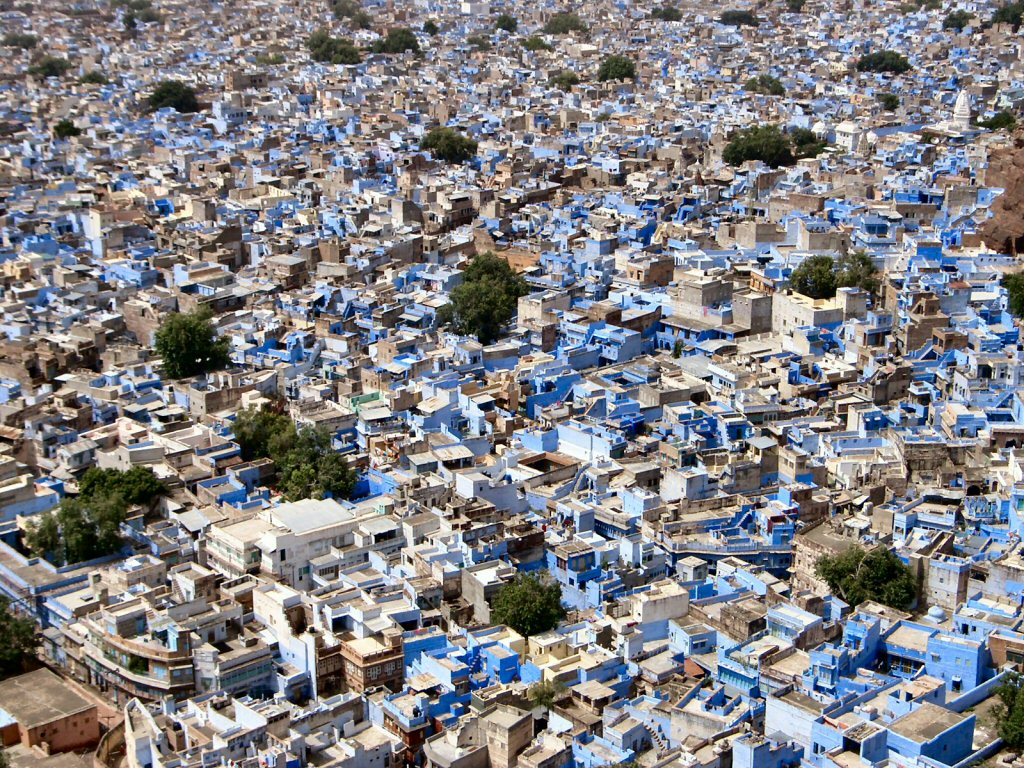
Jodhpur, conhecida como Cidade Azul

Jodhpur é uma cidade do estado do Rajastão, na Índia. Localiza-se no noroeste do país. Tem cerca de 907 mil habitantes. Foi fundada em 1459, servindo de capital do estado de Jodhpur ou Marwar até à sua extinção em 1949. Também é conhecida como Cidade Azul (Blue City) e Cidade do Sol (Sun City).